# Церковь Введения во храм Пресвятой Богородицы (Звенигород)
Церковь Введения во храм Пресвятой Богородицы (Введенская церковь) — храм Русской православной церкви в городе Звенигороде Московской области.
Объект культурного наследия федерального значения в составе архитектурного комплекса (ансамбля) усадьбы Введенское.
Адрес: Московская область, город Звенигород, санаторий мэрии Москвы «Звенигород».

## История
Введенский погост с деревянной церковью близ Звенигорода известен с 1504 года. В Смутное время деревянный храм был уничтожен. Восстановлен в 1694 года тогдашним владельцем имения окольничим М. П. Головиным.

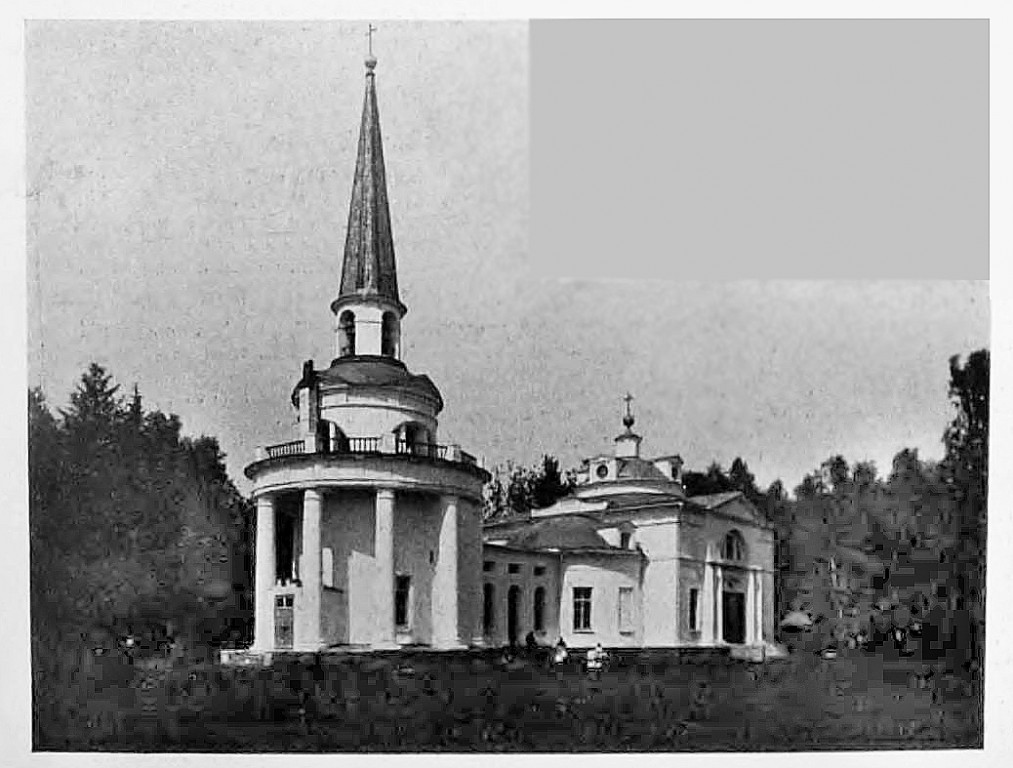
Церковь до 1917 года

В начале XIX века министр юстиции Российской империи П. В. Лопухин построил в Введенском усадьбу, к проектированию которой привлёк архитектора-палладианца Н. А. Львова. В 1812 году, уже после смерти архитектора, по его же проекту была возведена каменная церковь Введения во храм Божией Матери с небольшой колокольней в одной связке. Главный престол — Введения во храм Пресвятой Богородицы; три придела: Рождества Иоанна Предтечи, Спаса Преображения, Кирика и Иулитты.
После Октябрьской революции усадьба была сожжена, её владельца расстреляли. Позже храм был закрыт и в 1935 году был приспособлен под зернохранилище.
В настоящее время церковь находится на закрытой территории санатория мэрии Москвы «Звенигород». Ведутся переговоры с РПЦ о реставрации храма и возобновлении богослужений.